# Episodi di American Horror Story (dodicesima stagione)
La dodicesima stagione della serie televisiva American Horror Story, intitolata American Horror Story: Delicate e composta da nove episodi, è stata trasmessa in prima visione negli Stati Uniti d'America sul canale via cavo FX in due parti separate: la prima metà della stagione è andata in onda dal 20 settembre al 18 ottobre 2023, mentre la seconda metà è andata in onda dal 3 al 24 aprile 2024.
In Italia la prima parte della stagione è stata pubblicata sulla piattaforma streaming Disney+ dal 29 novembre al 27 dicembre 2023, mentre la seconda parte dal 23 maggio al 13 giugno 2024.
L'intera stagione si basa sul romanzo Delicate Condition di Danielle Valentine.
Il cast principale di questa stagione è formato da: Emma Roberts, Matt Czuchry, Kim Kardashian, Annabelle Dexter-Jones, MJ Rodriguez, Denis O'Hare, Cara Delevingne, Julie White e Maaz Ali. In aggiunta a Roberts e O'Hare, dalle stagioni precedenti tornano Billie Lourd, Leslie Grossman e Zachary Quinto e Grace Summer in personaggi minori.
| nº            | Titolo originale      | Titolo italiano           | Prima TV USA      | Pubblicazione Italia |
| Prima parte   | Prima parte           | Prima parte               | Prima parte       | Prima parte          |
| ------------- | --------------------- | ------------------------- | ----------------- | -------------------- |
| 1             | Multiply Thy Pain     | Moltiplicherò le tue pene | 20 settembre 2023 | 29 novembre 2023     |
| 2             | Rockabye              | Dormi, bambino            | 27 settembre 2023 | 6 dicembre 2023      |
| 3             | When The Bough Breaks | Quando il ramo si spezza  | 4 ottobre 2023    | 13 dicembre 2023     |
| 4             | Vanishing Twin        | Il gemello scomparso      | 11 ottobre 2023   | 20 dicembre 2023     |
| 5             | Preech                | Preech                    | 18 ottobre 2023   | 27 dicembre 2023     |
| Seconda parte |                       |                           |                   |                      |
| 6             | Opening Night         | Serata inaugurale         | 3 aprile 2024     | 23 maggio 2024       |
| 7             | Ave Hestia            | Ave Hestia                | 10 aprile 2024    | 30 maggio 2024       |
| 8             | Little Gold Man       | Omino d'oro               | 17 aprile 2024    | 6 giugno 2024        |
| 9             | The Auteur            | Il cineasta               | 24 aprile 2024    | 13 giugno 2024       |

## Moltiplicherò le tue pene
- Titolo originale: Multiply Thy Pain
- Diretto da: Jessica Yu
- Scritto da: Halley Feiffer

### Trama
(Genesi 3:16)
L'attrice Anna Alcott sta dormendo da sola quando viene svegliata da un intruso nella sua casa che riesce a scappare. La donna chiama la polizia, poi nota di avere le mani insanguinate quando raccoglie l'immagine del suo embrione inseminato strappata in due.
Una settimana prima: Anna viene chiamata dal compagno, Dexter Harding, perché questa è in ritardo per il suo appuntamento alla clinica di inseminazione nonostante l'attrice fosse sicura di aver prenotato ad un orario diverso. 
Arrivata alla clinica, Anna viene sedata e al suo risveglio le viene comunicato che le sono stati estratti degli ovuli che successivamente saranno inseminati e, una volta divenuti embrioni, reinseriti nel suo utero. Poco prima di uscire dalla clinica, l'attrice viene avvicinata da una signora vestita di nero che dice di conoscerla. Pensa quindi che sia dovuto al suo mestiere, ma la donna chiarisce che non si riferisce a quello.
A casa, Anna prende la prima supposta per il trattamento e, guardandosi allo specchio, inizia a tirarsi un capello che sembra non finire mai, come il filo di una ragnatela. Dopodiché, si reca dalla sua addetta stampa, Siobhan, che le comunica che Andy Cohen vorrebbe intervistarla nel suo programma giovedì, uno dei giorni possibili per l'impianto dell'embrione. Inoltre, l'addetta stampa le dà una bambola da autografare per un fan il quale richiede espressamente che la firma sia sulla pancia del giocattolo.
Poi, veniamo a conoscenza del fatto che Dexter aveva una moglie, Adeline, prima di Anna che è morta in un incidente e, mentre parlano, l'uomo toglie un ragno dai capelli di Anna. La sera, la coppia esce a cena con degli amici. Anna va in bagno e quando torna trova Dexter al telefono col dottor Hill che comunica loro che l'embrione è pronto per giovedì, ma Anna non vuole rinunciare all'intervista con Andy Cohen e chiede che l'appuntamento sia spostato a venerdì e se lo segna sul calendario del telefono. A casa, mentre è a letto Anna ricontrolla la data dell'appuntamento e vede che è spostata, teme che qualcuno le abbia hackerato il telefono.
Durante l'intervista Anna crede di vedere la donna misteriosa della clinica nel pubblico. Nel suo camerino, invece, trova una bambola come quella che aveva autografato con una X sul ventre. Anna è paranoica e quando torna a casa e non trova il marito, lo chiama e scopre che si trova alla sua prima. L'attrice decide di prepararsi e recarsi da lui. Alla prima, Anna incontra Sonia e resta folgorata dall'incredibile somiglianza che la donna ha con Adeline, l'ex moglie di Dexter.
Il giorno dopo, Anna subisce il trattamento di impianto e porta a casa con sé l'immagine dell'embrione. Quella stessa sera accade la scena che apre l'episodio e Anna legge allo specchio la scritta fatta con un rossetto "Non farlo Anna".
- Guest star: Andy Cohen (sé stesso), Juliana Canfield (Talia), Tavi Gevinson (Cora) e Zo Tipp (Theo).
- Altri interpreti: Barry Anderson (anestetista), Anisa Benitez (infermiera), Ari Barkan (paparazzo #1), Adan Olmeda (paparazzo #2), Kareem Fathalla (paparazzo #3).
- Ascolti USA:  telespettatori 454 000 – rating 18-49 anni 0,15%[6]

## Dormi, bambino
- Titolo originale: Rockabye
- Diretto da: Jennifer Lynch
- Scritto da: Halley Feiffer

### Trama
Le riprese delle videocamere di sicurezza non mostrano intrusi in casa di Anna e Dexter. Il giorno dopo l'attrice si reca da Siobhan che le fa una sorpresa per la sua nomination ai Gotham Award. Però per mantenere il ritmo, Siobhan dà all'attrice delle fiale di vitamina B12.
Una volta a casa, mentre sta cucinando Anna viene spaventata da Dexter e lo ferisce accidentalmente alla faccia. Dopo aver assistito il compagno, la ragazza effettua il test di gravidanza per vedere se l'embrione si è sviluppato: l'esito è positivo. Allo stesso tempo, Dexter riceve una chiamata da Sonia.
Dopodiché, durante una visita, il dottor Hill assicura la coppia che al momento il feto sembra non avere complicazioni, ma avverte Anna di evitare lo stress. Poi, Siobhan porta a casa di Anna e Dexter il vestito che aveva indossato Madonna agli Oscar del 1991 e lo fa mettere all'attrice. Quando le due si recano nella camera di Anna e si guardano allo specchio ancora imbrattato dalla scritta minacciosa, questo si frantuma.
Durante la serata dei Gotham Awards, Anna si reca in bagno dove viene avvicinata da una fan, ma improvvisamente le prende un conato di vomito. La fan si appresta ad aiutarla e le mette una mano sul ventre, allora Anna la spinge via facendole battere la testa sul lavandino. L'attrice, nel panico, viene convocata perché a momenti sarebbe stata chiamata la sua categoria quindi si allontana lasciando la donna agonizzante sul pavimento. Poco dopo, Anna viene insignita del premio e durante il suo discorso ha delle visioni, vomita una sostanza nera e sviene.
Quando si risveglia nel suo letto, Siobhan la conforta dicendole che non c'era nessuna donna sul pavimento del bagno e che aveva avuto un'allucinazione. Allora, per scappare dalle notizie che invadono la stampa, Anna e Dexter passano il fine settimana nella casa di Talia, con la guardia del corpo Kamal.
Durante una lezione di yoga, Anna inizia ad avere dolori di schiena. In macchina con Kamal, inizia anche a sanguinare, così la guardia del corpo la porta all'ospedale dove la ragazza viene visitata dall'infermiera Ivy, ma ci sono complicazioni: Anna perde il bambino e sviene nuovamente. Al risveglio, il dottore le comunica che nessuna infermiera Ivy lavora nell'ospedale.
- Guest star: Zachary Quinto[7] (presentatore ai Gotham Awards), Juliana Canfield (Talia), Tavi Gevinson (Cora), Taylor Richardson (Babette Eno), Dominic Burgess (Hamish Moss), Ashlie Atkinson (fan).
- Altri interpreti: Tommy Nohilly (detective #1), Sinorice Moss (detective #2), Ryan Spahn (Derek), Carmen Borla (insegnante di yoga), Brady Hales (paparazzo), Chhoyang Cheshatsang (assistente), Tony Von Halle (paramedico), Tim Venable (dottor Sapirstein), Lainey Helmers (controfigura).
- Ascolti USA:  telespettatori 318 000 – rating 18-49 anni 0,09%[6]

## Quando il ramo si spezza
- Titolo originale: When The Bough Breaks
- Diretto da: Jennifer Lynch
- Scritto da: Halley Feiffer

### Trama
In macchina, Anna e Dexter litigano sul fatto di riprovare per l'ennesima volta ad avere un bambino. L'attrice allora chiede a Kamal di fermarsi, scende dall'auto e decide di fare una passeggiata nel bosco da sola. Dopo un po' trova un falò e vede Ms. Preecher appollaiata su un albero che canta una ninnananna. Rientrata a casa, Anna avverte Dexter di ciò che ha visto, ma quando con Kamal si recano sul posto il falò è scomparso e la donna pure.
La mattina seguente, la ragazza è svegliata dalla voce di Nicolette, la house manager di Talia. Parlando della bimba di otto mesi di Nicolette, Anna si rende conto che sul piano cucina c'è una cesta regalo con un biglietto da parte di Hamish. L'attrice si infuria e torna in camera da Dexter, lo rimprovera di aver dato l'indirizzo della casa al collega, ma l'uomo nega di averlo fatto. Allo stesso tempo, si accorge di uno sfogo sul viso di Anna. Poco dopo, il telefono di Anna squilla: è Siobhan. C'è un salto temporale e vediamo Siobhan nella stessa stanza con Anna. Sono passate tre ore senza che la ragazza se ne fosse accorta. Nel frattempo, ha mangiato tutto ciò che c'era di edibile nella cesta regalo. Le due decidono di fare una passeggiata in riva al mare durante la quale la sua addetta stampa le comunica che comparirà sulla copertina di Vogue. Poco dopo, Siobhan se ne va e Anna trova sepolta nella sabbia una bambola con dei chiodi conficcati nel ventre e decide di portarla a casa con sé. Mentre se ne va, vediamo due figure vestite completamente di nero con al guinzaglio due capre altrettanto nere.
Una volta a casa, Anna si reca nel seminterrato dove si mette a rovistare tra gli scatoloni di Talia. Poi, nota una porticina dalla quale provengono delle voci, la apre e scopre un tunnel nel quale entra. Arriva in una stanza dove si trova un lettino per ecografia, ma quando vuole andarsene viene catturata dalle due figure in nero e narcotizzata. Le viene iniettato qualcosa nella gamba. Quando si risveglia, crede di sentire il bambino muoversi nella sua pancia. Nonostante Dexter non le creda, Anna va a prendere un monitor del battito fetale e nel negozio la commessa sente il bambino scalciare. Nel tragitto di ritorno in macchina, Anna vede Sonia per la strada: sta aspettando Dexter. Nello stesso momento, Ms. Preecher si affaccia al finestrino e Kamal la allontana prontamente dimostrando che la donna in effetti è reale. Infine, una volta a casa, Anna va in giardino e viene scrutata da Nicolette dentro casa.
- Altri interpreti: Sarah Elizabeth Hewitt (impiegata).
- Ascolti USA: telespettatori 366 000 – rating 18-49 anni 0,1%[6]

## Il gemello scomparso
- Titolo originale: Vanishing Twin
- Diretto da: John J. Gray
- Scritto da: Halley Feiffer

### Trama
Hampton Court Inghilterra, 1555. La regina Maria I ha appena partorito. Nella stanza arriva sua sorella Elisabetta che nota subito qualcosa di strano: la donna è coperta di sangue e dice di aver messo al mondo un mostro. Improvvisamente, compaiono due donne che vengono a reclamare il bambino secondo un patto che la regina aveva stipulato con loro. Allo stesso tempo, Elisabetta viene colpita da una maledizione.
Presente: Anna osserva la carcassa di un procione in giardino e decide di portarla con sé in casa dove incontra Nicolette, preoccupata dall'atteggiamento dell'attrice. Dopodiché, Anna depone la carcassa nella culla in cantina e va a letto da Dexter. Il giorno seguente, Anna, Dexter e Kamal tornano in città e l'attrice ha subito appuntamento con Siobhan la quale presenta alla sua cliente due specialiste di pubbliche relazioni: Ashley e Ashleigh. Dopo la figuraccia ai Gotham Awards, le donne pensano che per risollevare l'immagine di Anna sia necessario creare un reel virale femminista.
Una volta a casa, Anna nota il nuovo sistema di sicurezza e incontra la madre di Dex, Virginia. Dopo i convenevoli, la donna chiede ad Anna di andarsene per rimanere sola col figlio e chiedergli di testimoniare a suo favore contro il padre in tribunale. Nel frattempo, Anna comincia a perdere i capelli e in un raptus d'ira distrugge lo specchio. Il giorno seguente, si sottopone ad un'altra ecografia dal dottor Hill che conferma la presenza di un battito cardiaco. La coppia, che credeva di aver avuto un aborto spontaneo, chiede spiegazioni: il dottor Hill parla della sindrome del gemello scomparso secondo la quale a volte capita che la camera gestazionale con il piccolo embrione viene riassorbita.
Durante un pranzo, Virginia rivela al figlio che, a seguito del suo percorso psicoterapeutico, ha capito molte cose: il padre di Dex le faceva violenza ricorrendo all'abuso rituale satanico. Dopodiché, Dex e Anna tornano nella casa di Talia dove Nicolette consegna un bouquet ad Anna al cui interno c'è un messaggio: "Non puoi fidarti di nessuno di loro". La sera stessa, la donna si reca in cucina per uno spuntino di mezzanotte, ma sembra insaziabile. Dopodiché scende in cantina e, sentendo delle voci provenire dalla porticina, tenta di aprirla invano. Infatti, tirando la maniglia, Anna scivola e sbatte la testa svenendo. Al suo risveglio, si avvicina alla culla dove aveva messo la carcassa di procione, la solleva e inizia a mangiarla.
- Guest star: Billie Lourd (Ashley), Leslie Grossman (Ashleigh), Debra Monk (Virginia Harding), Dominic Burgess (Hamish Moss), Erin Murray (Elisabetta I), Sophie von Haselberg (Maria I).
- Altri interpreti: Blair Sams (levatrice), Danielle Alma (dama di compagnia #1), Lauriel Friedman (dama di compagnia #2), Ryan Spahn (Derek).
- Ascolti USA: telespettatori 358 000 – rating 18-49 anni 0,09%[6]

## Preech
- Titolo originale: Preech
- Diretto da: John J. Gray
- Scritto da: Halley Feiffer

### Trama
Manhattan, 1987. Una giovane Ms Preecher sta per partorire e il dottore che si occupa di lei è Andrew Hill. Mentre sta avendo le doglie, compaiono le due donne mascherate vestite di nero.
Hamptons, 2023. Virginia cerca di convincere il figlio Dex a testimoniare in suo favore contro il padre. Nel frattempo, quando Anna si reca da Siobhan, scopre che quest'ultima ha come altra cliente Babette. Le due discutono, ma prima che Anna se ne vada, Siobhan le dà altre fiale di vitamina B12. Fuori dall'edificio, l'attrice crede di vedere Ms Preecher.
Dopo l'appuntamento col suo avvocato, Virginia si ritrova da sola per un vicolo dove incontra non due, ma ben quattro donne mascherate vestite di nero. La donna scappa e viene fermata da Ms Preecher che le parla del suo passato: era rimasta incinta e, mentre si recava in clinica per abortire, era stata avvicinata da una donna che voleva il suo futuro bambino in cambio del successo. Virginia è confusa, non capisce perché la donna le stia raccontando queste cose, ma ad un certo punto Ms Preecher la avverte che suo figlio Dex e Anna sono in pericolo.
Nel frattempo, Anna viene visitata dal dottor Hill il quale le dice che non può viaggiare fino alla fine della gravidanza, ma l'attrice è nominata ai Golden Globe quindi è posta davanti ad una scelta: suo figlio o il premio? La Alcott decide poi di invitare Sonia a cena. Dopo la lezione di yoga, Anna torna nello spogliatoio e trova una bambola con quello che sembra essere sangue tra i capelli. La sera, Sonia porta un regalo a Anna e a tavola racconta alla coppietta del suo passato e di come sua madre la picchiasse. Una volta finita la cena, Nicolette apre il regalo di Sonia per Anna.
Il giorno seguente, Anna ha appuntamento con Cora per un massaggio pelvico. Una volta a casa, l'attrice si apre con Dex e racconta di come Cora, nonostante le ripetute richieste di smettere a causa del dolore, avesse continuato col massaggio. Allora Dex e Anna litigano perché lui pensa che sia pazza e che tutto ciò che ha raccontato finora sia frutto della sua immaginazione. Ferita, Anna decide di andare a vedere i Golden Globe in cantina: la vincitrice è Babette. Subito dopo, Anna inizia a sputare quelli che sembrano artigli e le arriva la chiamata di Siobhan la quale le chiede se sia disposta a tutto per vincere un Oscar; Anna risponde affermativamente. Il mattino seguente viene svegliata da Dex che, preoccupato, le mostra un articolo: Babette è morta.
- Guest star: Taylor Schilling[8] (se stessa), Debra Monk (Virginia Harding), Tavi Gevinson (Cora), Taylor Richardson (Babette Eno), Dominic Burgess (Hamish Moss).
- Altri interpreti: Liz Leimkuhler (signora Preecher da giovane), David Ilku (Karl Lagerfeld), Pascal Yen-Pfister (Yves Saint Laurent), Alix Curnow (infermiera #1), Shavonna Banks (infermiera #2), Jade Cayne (assistente di Siobhan), Ryan Spahn (Derek), Harry Bouvy (Luther Feldman), Carmen Borla (insegnante di yoga).
- Ascolti USA: telespettatori 239 000 – rating 18-49 anni 0,04%[6]

## Serata inaugurale
- Titolo originale: Opening Night
- Diretto da: Bradley Buecker
- Scritto da: Halley Feiffer

### Trama
White Plains New York, 1988. Dopo aver partorito, Margaret Alcott accusa dei dolori e, nella notte, comincia ad avere le convulsioni così il marito la porta in ospedale dove la donna muore di embolia polmonare.
Presente: dopo aver letto la notizia di Babette, Anna viene chiamata da Siobhan che la invita a partecipare al funerale della giovane e tenere un discorso. Dopo la cerimonia, l'attrice torna a casa dove trova un gatto nero e decide di seguirlo fino in giardino dove trova una delle bambole che la raffigurano. Scesa in cantina, deposita il giocattolo nella culla insieme alla carcassa di procione e alle altre bambole. A quel punto Anna nota che la telecamera che aveva visto non c'è più.
Nel frattempo, Dex e suo padre sono in un bar e parlano di Virginia. Il padre insinua che le accuse della donna siano infondate. La mattina seguente, Anna viene svegliata da Nicolette che le racconta di aver trovato una bambola simile a quelle dell'attrice fuori dalla sua porta di casa. A quel punto, Anna decide di tracciare una mappa di tutti i luoghi in cui queste bambole sono comparse scoprendo che, unendo tutti i punti, si viene a formare il simbolo del pentacolo.
La sera stessa, Siobhan e Hamish litigano e, al culmine della discussione, lui la minaccia di raccontare alla stampa della loro relazione segreta. Alla serata della prima, Anna si confronta con Talia perché teme che quest'ultima la stia spiando attraverso le telecamere. Dopodiché, in bagno l'attrice incontra nuovamente la stessa fan che credeva di aver ucciso ai Gotham Awards e si ripete la stessa scena. Una volta uscita, Anna riconosce Ivy, ma questa nega di essere un'infermiera eppure l'attrice le intima di starle lontana. infine, le si avvicina Sonia che le dice di volerle regalare uno dei suoi quadri. Durante il discorso di Dex, Anna inizia a vedere Talia, Nicolette, Ivy e Sonia girarle intorno, ma la visione è interrotta da Siobhan che, vedendo l'attrice scossa, decide di portarla fuori.
Anna rivela a Siobhan le sue preoccupazioni: vorrebbe abbandonare la sua carriera perché non si sente al sicuro, ma la donna le fa cambiare idea. Mentre parlano, Anna nota alla televisione la notizia dell'apparente suicidio di Hamish. Dopo la serata, Dex si reca a casa di sua madre dove la trova nella vasca da bagno con i polsi tagliati; una scritta rossa sullo specchio recita: "Ho provato ad avvertirti".
- Guest star: Billie Lourd (Ashley), Leslie Grossman (Ashleigh), Grace Gummer (Margaret Alcott), Juliana Canfield (Talia), Debra Monk (Virginia Harding), Reed Birney (Dexter Harding senior), Dominic Burgess (Hamish Moss), Ashlie Atkinson (fan), Zo Tipp (Theo), Carter Hudson (Ned Alcott), Jenny Allen (donna al funerale).
- Altri interpreti: David Healy (dottore).
- Ascolti USA: telespettatori 243 000 – rating 18-49 anni 0,03%[6]

## Ave Hestia
- Titolo originale: Ave Hestia
- Diretto da: Jennifer Lynch
- Scritto da: Halley Feiffer

### Trama
Europa occidentale, 42 d.C.. Una donna incinta dilaniata dal dolore decide di aprirsi la pancia con un coltello per dare alla luce le sue due figlie: Sonia e Adeline. Dopodiché arriva una figura vestita completamente di nero a farle visita.
Brooklin, 2013. Dex sorprende sua moglie Adeline per il suo compleanno regalandole un cane. I due discutono perché lei non è sicura di volere figli mentre lui desidera averne, ma poi si chiariscono. Dopodiché Adeline si reca a lavoro nel suo ristorante e dalla finestra nota la figura vestita completamente di nero. Una volta finito il turno, entra in una stanza segreta dove inizia a pregare in latino la dea Estia al centro di un pentacolo disegnato per terra. Improvvisamente, arriva la sua gemella Sonia per convincerla a tornare a casa con lei e completare la loro missione.
Galway, 1243. Ivy, la donna incinta nel 42 d.C., litiga con una delle sue figlie, Adeline, perché quest'ultima non vuole essere cattiva. Madre e figlia si appacificano e poi, insieme a Sonia, pregano Satana.
Dex è preoccupato per sua moglie Adeline e ne parla con suo padre al telefono. Finita la chiamata, l'uomo discute con sua moglie e la narcotizza. Nel frattempo, Talia e Adeline vanno a scegliere un anello di fidanzamento e Talia racconta all'amica di aver venduto la sua startup per 1,2 miliardi di dollari e di voler investirne parte per aprire una galleria con Dex. Dopodiché, a cena nel suo ristorante, Adeline incontra Nicolette e le chiede di andarsene. La sera, la chef va a comprare un test di gravidanza che si rivela positivo. Dex scopre che Adeline è incinta e decide di dirlo ai suoi genitori pertanto si reca a casa loro per scoprire il padre nel mezzo di un rapporto sessuale con una delle figure vestite completamente di nero, mentre due di loro stanno iniettando del sangue nelle vene di sua madre. Dex viene narcotizzato e gli viene cancellata la memoria. Nel frattempo, Adeline viene rapita da Ivy, Sonia, Nicolette e Talia. Le donne le rivelano il loro piano: farla sparire e fare in modo che Dex si metta con una ragazza prescelta con la quale avere un figlio, definito il "prodotto perfetto". Infine, le tagliano la pancia, bevono il suo sangue fetale (che permette loro di rimanere giovani) e poi le danno fuoco.
- Guest star: Juliana Canfield (Talia), Debra Monk (Virginia Harding), Reed Birney (Dexter Harding senior), Zo Tipp (Theo), Ashlie Atkinson (cassiera).
- Altri interpreti: Rachel Coppola (donna velata), Janel Koloski (Cristin), Josephine Cardin-Vargo (Paula), Katie Kuang (commessa), Cricket Brown (Sonia/Adeline),[9] Shanea Lattimore (Talia).[9]
- Ascolti USA: telespettatori 312 000 – rating 18-49 anni 0,08%[6]

## Omino d'oro
- Titolo originale: Little Gold Man
- Diretto da: Jennifer Lynch
- Scritto da: Halley Feiffer

### Trama
Manhattan, 1967. Seduti al ristorante, Frank Sinatra e Mia Farrow discutono perché lui vuole che la moglie rinunci alla sua carriera di attrice. Nel camerino del set di Rosemary's Baby, la ragazza indossa una panciera finta dopodiché inizia a vedere e sentire una mano toccarla da dentro la pancia e del sangue colarle dalle gambe, ma viene aiutata da una giovane Siobhan.
Presente: durante il discorso al funerale di sua madre, Dex viene interrotto da Ms Preecher che dichiara che la donna non si è suicidata, bensì è stata assassinata. Scortata fuori dalla sicurezza, la donna viene portata al pronto soccorso per essere sedata e Anna la raggiunge. Dopo aver parlato per poco, la ragazza decide di restare al suo fianco per la notte. Una volta sveglia, Anna si accorge che Ms Preecher non c'è più: delle donne sono passate a prenderla. Nello stesso istante, si scopre che Anna è stata nominata come migliore attrice protagonista agli Oscar. Mentre la ragazza sta scegliendo il vestito con Siobhan, un telefono nascosto di Dex inizia a squillare e attira la loro attenzione. Dopodiché, ad un evento, Anna incontra Cora e si rende conto che il soprabito che quest'ultima indossa è lo stesso che l'attrice aveva visto addosso all'intruso in casa sua. Messa alle strette Cora confessa di aver avuto una relazione con Dex il quale le aveva dato accesso alle videocamere. Dopo un po', però, l'uomo aveva interrotto la loro relazione adultera quindi la ragazza, ossessionata dalla vita di Anna, aveva iniziato a crearle problemi. Oltre a questa confessione, Cora rivela che ci sono delle donne che lavorano col dottor Hill che stanno cercando di farle del male.
Anna torna nella sua camera d'hotel e la mattina seguente, al suo risveglio, nota che le sue gambe sono squamose, corre in bagno e nello stesso momento arriva Siobhan. Una volta uscita, si scopre che Anna in realtà ha avuto delle visioni. Poi, sul red carpet degli Oscar Anna crede di incontrare Babette che si congratula con lei e, dallo sgomento, cade. Non appena inizia la cerimonia di premiazione, Anna inizia ad avere le contrazioni così Siobhan le chiede cosa sia disposta a dare per la vittoria e l'attrice risponde "tutto", così Siobhan, toccandole la pancia, preannuncia la sua vittoria; le due, poi, si baciano. Salita sul palco per fare il suo discorso, Anna trova davanti a sé una platea completamente vuota, l'unica persona che la applaude è la sua defunta madre. Subito dopo, sembra che le si rompano le acque e l'attrice viene scortata via.
- Guest star: Tavi Gevinson (Cora), Grace Gummer (Margaret Alcott), Reed Birney (Dexter Harding senior), Taylor Richardson (Babette Eno).
- Altri interpreti: Gaby Slape (Mia Farrow), Tom O'Keefe (Frank Sinatra), Tim Webb (fan), Seamus Mulcahy (Roman Polański), Claire Dejean (Sharon Tate), Ben Beckley (DP), Janell Sexton (infermiera #1), Mallory Portnoy (infermiera #2), Lauren Hines (venditrice #1), Nhumi Threadgill (venditrice #2), Nick Alexander (presentatore degli Oscar).
- Ascolti USA: telespettatori 158 000 – rating 18-49 anni 0,04%[6]

## Il cineasta
- Titolo originale: The Auteur
- Diretto da: Gwyneth Horder-Payton
- Scritto da: Halley Feiffer

### Trama
Brooklin, 2019. Anna e Siobhan si conoscono ad un incontro per donne che non riescono a rimanere incinte. Parlando, Siobhan le consiglia di andare dal dottor Hill per riuscire ad avere un bambino.
Presente: dietro le quinte degli Oscar, Dex arriva ad aiutare Anna così i due salgono su un'ambulanza guidata da Ivy. L'attrice teme di non riuscire ad aspettare di arrivare in ospedale quindi chiede a Dex di controllare come stia: l'uomo le solleva il vestito e avvicina la mano che gli viene mozzata. Arrivati a destinazione Ivy uccide Dex e Anna viene fatta sdraiare su un letto. Giungono cinque donne vestite completamente di nero, tra cui Ivy, che la fanno partorire. Quando Anna chiede di tenere in braccio il figlio, la strega le risponde che, avendo scelto la fama al posto del nascituro, non ha più diritto ad essere sua madre. Dopodiché l'attrice viene narcotizzata e quando si risveglia non riesce più a camminare. Poi Ivy, Talia, Adeline, Nicolette e la sua fan la portano da Siobhan e si scopre che le donne fanno parte di una congrega. Il capo, Siobhan, chiede ad Anna di unirsi a loro per ricevere in cambio l'eterna giovinezza, il potere e la bellezza. Subito dopo arriva il padre di Dex che rivela che suo figlio è il frutto della copulazione tra lui e Siobhan ovvero il mezzo tramite cui Anna ha potuto partorire la creatura più potente. Il bambino si sveglia e Anna chiede di poterlo tenere in braccio così Siobhan le dice che può farlo solo se questa si unisce alla congrega. Inaspettatamente, Siobhan uccide Ivy per aver ucciso suo figlio Dex benché glielo avesse chiesto lei stessa. Nonostante la morte di Dex, la strega è riuscita a conservare i suoi testicoli per poter concepire altri bambini col suo lignaggio e adempiere la missione: salvare il mondo attraverso creature dalle capacità superiori e istaurare un matriarcato.
Portata in disparte da Siobhan, Anna prende il bambino e lo allatta ma non è sicura della sua scelta. Ad un certo punto compare Adeline che insegna all'attrice la formula per contrastare il potere di Siobhan la quale si trasforma in cenere. Morta la strega, Anna può tornare a camminare e si scopre che anche il suo bambino demoniaco è morto. Infine, attirata dal suo pianto, Anna trova un bambino normale in una culla sul quale cammina un ragno; allora la donna lo schiaccia e prende in braccio il bambino.
- Guest star: Billie Lourd (Ashley), Leslie Grossman (Ashleigh), Juliana Canfield (Talia), Reed Birney (Dexter Harding senior), Ashlie Atkinson (fan), Allison Guinn (donna che piange).
- Ascolti USA: telespettatori 232 000 – rating 18-49 anni 0,08%[6]